# المرقب (نعمان)

تعديل مصدري - تعديل

المرقب هي إحدى قرى عزلة الرحبة بمديرية نعمان التابعة لمحافظة البيضاء، بلغ تعداد سكانها 112 نسمة حسب تعداد اليمن لعام 2004.